# Rivand
Rivand Distrito Rural (em persa: دهستان ريوند) é um distrito rural (dehestan) no distrito Central de Condado de  Nixapur, na região do Coração Razavi no Irão. No censo de 2006, sua população era de 12.619, em 3.301 famílias. O distrito rural tem 59 aldeias.

## galeria

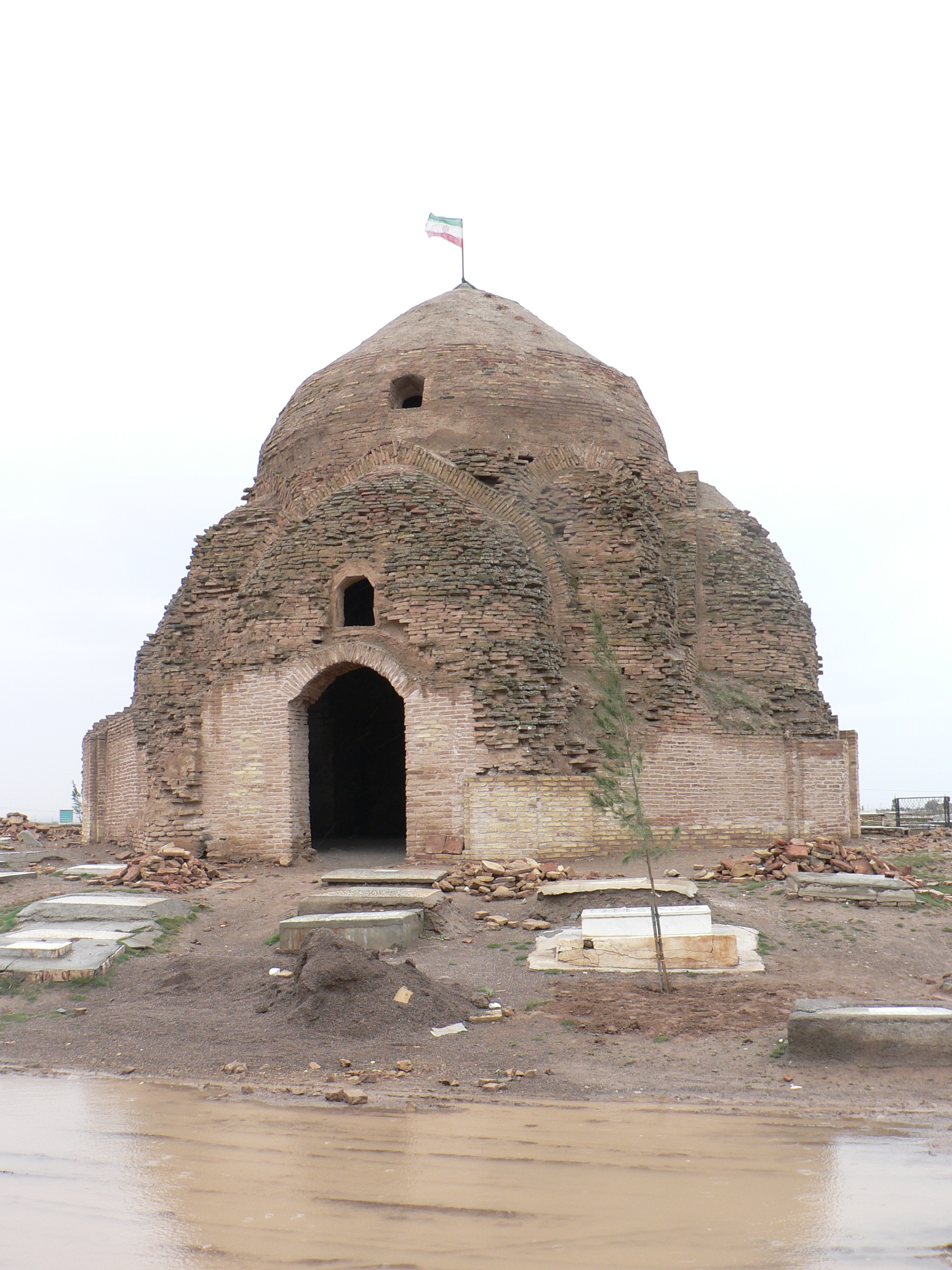
Mazare Shahmir, santa sepultura em Shad Mehrak aldeia no Rivand. A estrutura restante dos Turcos seljúcidas.